# 창가의 토토 (영화)
창가의 토토(일본어: 窓ぎわのトットちゃん 마도기와노 토토찬[*])는 2023년 공개된 일본의 애니메이션 드라마 영화이다.

## 출연

### 일본어
- 오노 릴리아나 - 토토 역
- 야쿠쇼 코지 - 코바야시 교장 선생님 역
- 오구리 슌 - 아빠 역
- 안 - 엄마 역
- 타키자와 카렌 - 오이시 선생님 역

### 한국어
- 박지윤 - 토토 역
- 장광 - 코바야시 교장 선생님 역
- 석승훈 - 토토의 아빠 역
- 김소희 - 토토의 엄마 역
- 정해은 - 오이시 선생님 역

## 참고 사항
- 도라에몽 극장판의 제작진에 신카이 마코토의 오른팔이라 불리는 애니메이터 니시무라 타카요가 큰 비중으로 참가하였다. 미술감독이나 배경 담당도 스튜디오 지브리에서 일한 적이 있는 유능한 베테랑 스태프이다.